# Жидлицки, Марек
Ма́рек Жи́длицки (чеш. Marek Židlický; 3 февраля 1977, Мост, Чехословакия) — бывший чешский хоккеист, защитник. Его последней командой был клуб НХЛ «Нью-Йорк Айлендерс». Завершил карьеру после окончания сезона 2015/2016. Самых больших успехов добился, играя за сборную Чехии, за которую провел 112 игр, набрал 53 очка (18 шайб + 35 передач). Всего за карьеру в сборной и клубах провел 1548 игр, набрал 774 очка (189 шайб + 585 передач). С лета 2018 года - ассистент главного тренера юниорской сборной Чехии (до 18 лет).

## Достижения
- Чемпион мира 2005
- Бронзовый призер Олимпийских игр 2006 и чемпионата мира 2011
- Вошёл в символическую сборную чемпионата мира 2005 и 2011
- Лучший бомбардир среди защитников чемпионата Финляндии 2001, 2002 и 2003

## Статистика
| Легенда | Легенда                    | Легенда | Легенда                   | Легенда | Легенда    |
| ------- | -------------------------- | ------- | ------------------------- | ------- | ---------- |
| И       | Количество проведённых игр | Штр     | Штрафное время            | +/−     | Плюс-минус |
| Г       | Голы                       | П       | Голевые передачи          | О       | Очки       |
| -       | Статистика неизвестна      | —       | Статистика не учитывалась |         |            |